# 亨利-約瑟夫·匹希斯

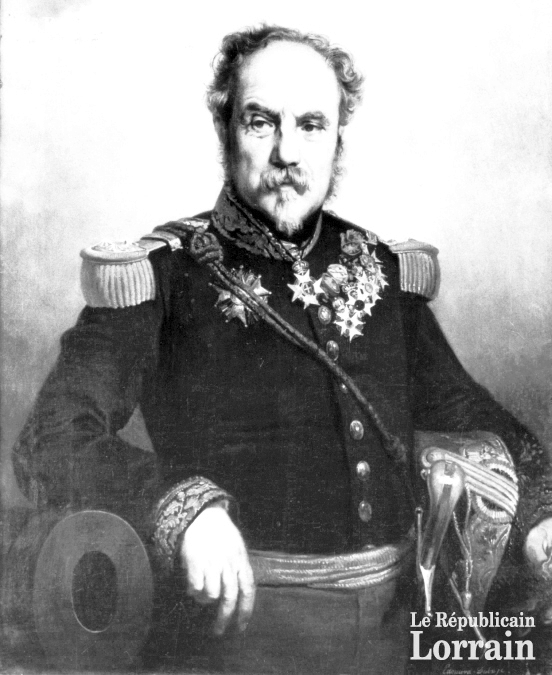
匹希斯的照片

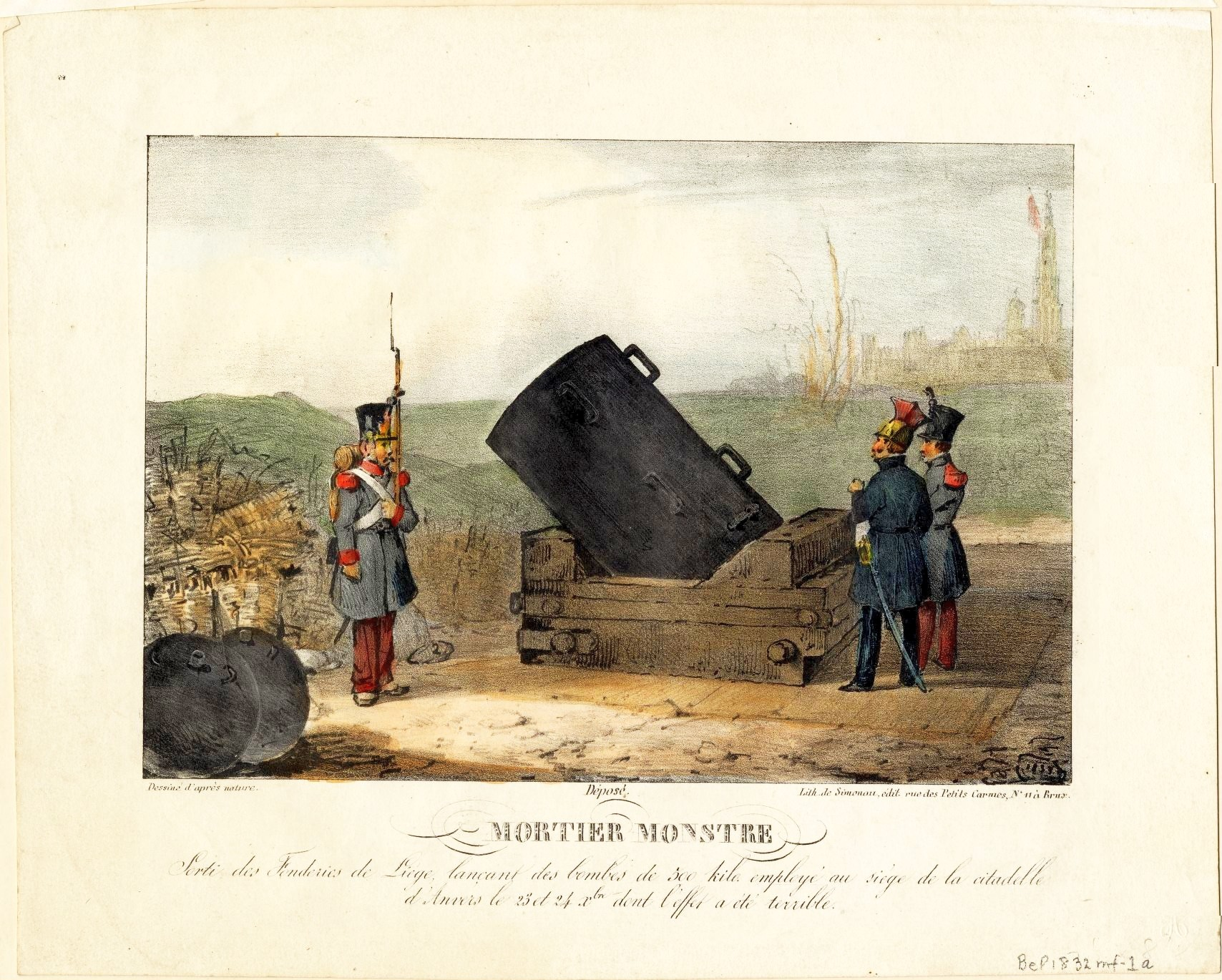
一幅怪物迫擊砲（Mortier monstre）的畫，該迫擊砲同為匹希斯的發明。

亨利約瑟夫·匹希斯（法語： 法語發音：[pɛksɑ̃] ），1783年1月22日出生於法國梅斯，1854年8月22日於茹伊奥阿尔谢逝世。曾在19世紀初擔任法國砲兵軍官。
匹希斯畢業於巴黎综合理工学院， 並參予了拿破崙戰爭，在1830年到1848年期間曾擔任眾議院摩澤爾河的代表議員，1848年升任少將。
1823年，匹希斯發明了世界首座具有平射彈道的匹希斯炮 （英語：Paixhans guns，法國海軍則稱為：canon-obusiers，意為加農砲）。匹希斯炮也是世界第一個使用非全金屬實心炮彈的火炮，這種火炮宣告了木製戰船的終結，引發了裝甲船的出現。除了匹希斯炮外，匹希斯還發明了"怪物迫擊砲"，使用500公斤重的砲彈，在1832年法國對荷蘭的安特威普圍攻戰起了可怕的功效。此外，他也是一名海軍理論家，匹希斯認為一個裝備著精良裝備的船隊足以擊敗當時規模最大的海軍部隊，這也使得他成為海軍綠水學派的先驅。
維克多·雨果曾寫下：
"Terre! l'obus est Dieu, Paixhans est son prophète."
（大地啊！那砲彈即是神，而匹希斯則是祂的先知）

## 匹希斯艦砲

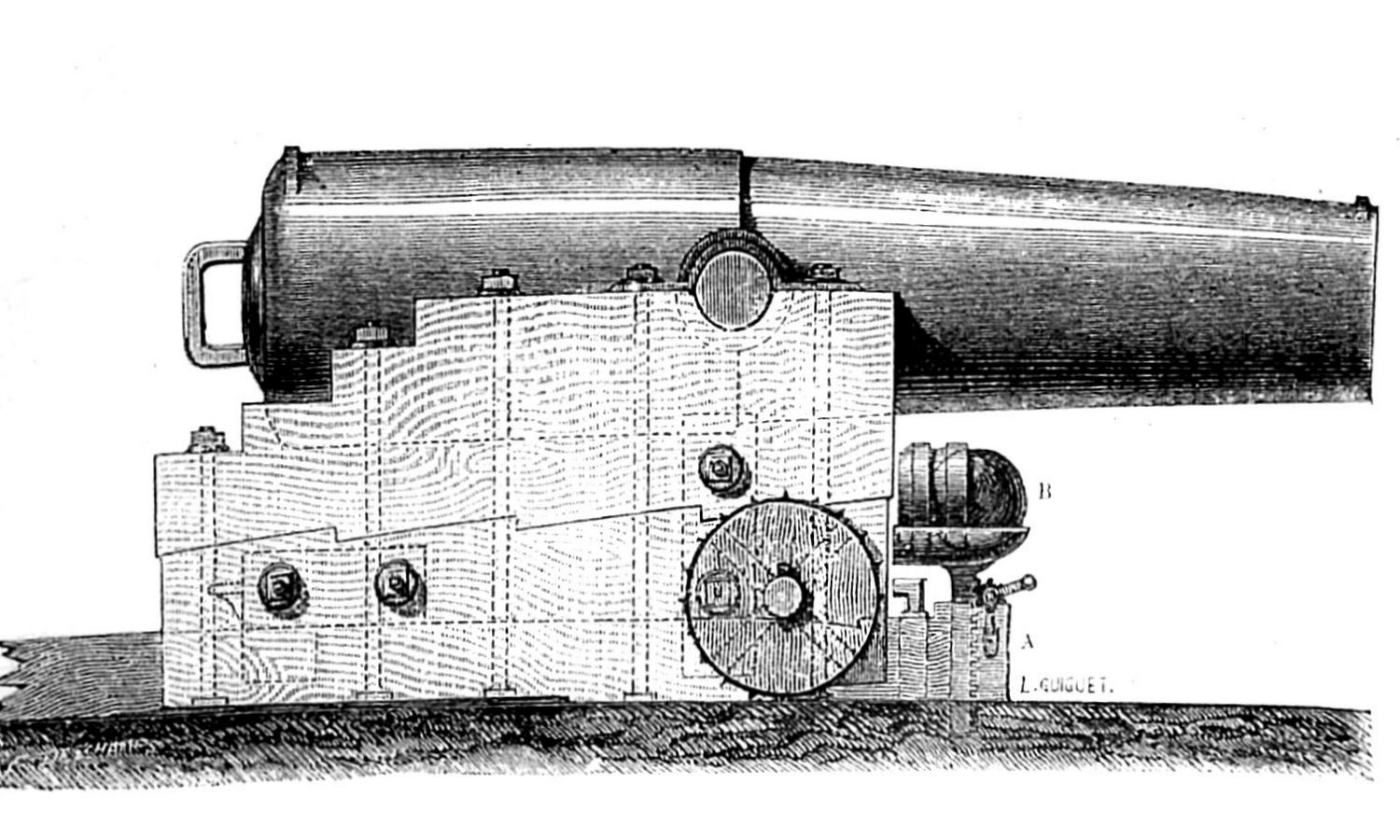
一架匹希斯炮的素描。

匹希斯首先發明了一種延遲引信，讓炮彈安全的從火炮中射出，並保持平射彈道，擊中目標後引信才引爆炮彈。
他於1822年7月11日將設計提交給海事部長，並立即向鑄造廠訂購了兩個原型。1824年1月和9月至10月，使用舊式的雙層甲版木造戰船和事佬號作為目標，進行了兩系列測試。這些測試顯示了開花彈對木質船體船舶的破壞性影響，尤其是這種炮彈會讓木質戰船陷入火海。
第一座匹希斯炮在西元1841年完成。砲管約重一萬磅，能在兩英里內準確命中目標。西元1840年左右，法國、英國、俄羅斯和美國都開始研發這種新型的海軍艦砲。
在西元1849年第一次什勒斯維希戰爭中，一次在埃肯弗德附近的作戰中，這類型的火炮在作戰中被使用，並證實了他的實用價值，尤其是在西元1853年克里米亞戰爭的錫諾普海戰。

## 影響

### 鐵甲船
木造船在匹希斯炮面前變得相當脆弱，而相對應的解決方案即是鐵甲船出現的原因。第一艘鐵甲船是法國光榮號（法語：La Gloire），使用木製船身，但在外層使用鋼鐵包覆。隨後的是英國勇士号铁甲船，該艦使用金屬船身、木製構造。

### 進一步的研發

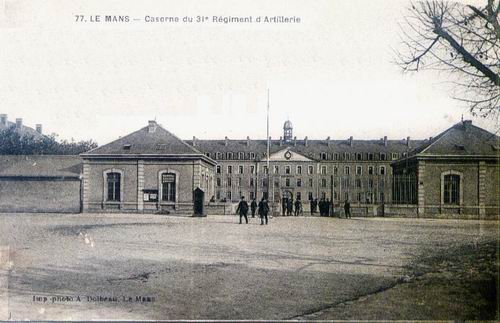
位於法國勒芒的匹希斯兵營。

匹希斯炮在美國約翰·A·道格倫的手中被更進一步的改良，他曾寫下：「至今為止，匹希斯炮讓海軍的人員感到滿意，並被海軍廣泛使用，但過度要求爆炸威力的結果，導致他犧牲了火炮的射程和精準度。將我的設計和匹希斯炮相比，嚴格來講匹希斯炮的炮彈功用還是侷限在舊時代炮彈的用法，並不是為了用在精確的射擊，更不強調在長距離上的穿甲能力。它們是舊型火炮的一種混合型輔助武器，因此法國的使用規模令人感到不快。我的想法是：『這種火炮應該要能夠在需要時，在遠處發射精準的炮彈，並將整艘船的火炮都改用這樣子的艦砲。』」——海軍上將約翰·A·道格倫。（原文詳見條文末端^ ）

### 漂浮砲台

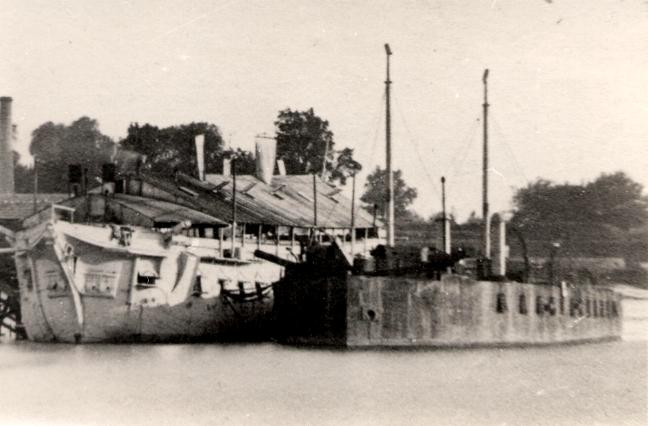
匹希斯漂浮砲台，攝於西元1862年。

由亨利·杜皮·戴羅梅設計的一種漂浮砲台—匹希斯級，共有四艘在西元1861年和1862年服役。這種船本來是設計使用於交趾支那，皆為木造。

## 著作
下列為匹希斯的著作:
- Considérations sur l'état actuel de l'artillerie des places (1815)
- Nouvelle force maritime (Paris 1822), OL开放图书馆：17092419W 有關他設想的一個使用裝甲和爆炸性炮彈的艦隊
- Force et faiblesse militaires de la France (1830)
- Constitution militaire de la France (Paris 1849) OL开放图书馆：10308202W
- Retraite de Moscou (Metz 1868) OL开放图书馆：10308203W

## 他國授勳
資料來源：法國國防軍史檔案館，文件編號：7YD1182
- 利奧波德勳章（比利時）（英语：Order of Leopold）（1833年）
- 南十字勳章（英语：Order of the Southern Cross）（1834年）
- 救世主勳章（1845年）
- 皇家六翼天使勳章（瑞典）
- 荷蘭之獅（英语：Order of the Netherlands Lion）